# Bacchisa fortunei
Bacchisa fortunei là một loài bọ cánh cứng trong họ Cerambycidae.